# Тунгужеј (Јаши)
Тунгужеј (рум. Tungujei) насеље је у Румунији у округу Јаши у општини Цибанешти. Oпштина се налази на надморској висини од 215 m.

## Становништво
Према подацима из 2002. године у насељу је живело 711 становника, од којих су сви румунске националности.